# Basílica de la Inmaculada Concepción (Waterbury)
La Basílica de la Inmaculada Concepción (en inglés: Basilica of the Immaculate Conception) es una iglesia católica ubicada en la 74 West Main Street, en Waterbury, Connecticut, Estados Unidos.
La parroquia tuvo su comienzo el 1 de noviembre de 1847, cuando un grupo de católicos de la zona, bajo el liderazgo del pastor Padre Michael O'Neil, compró una antigua iglesia episcopal y dedicaron la parroquia a San Pedro. El grupo previamente había alquilado el Washington Hall en West Main Street.
El 5 de julio de 1857, la parroquia puso la primera piedra para una nueva iglesia que se dedicó al dogma recién promulgado de la Inmaculada Concepción. Después de su inauguración, la antigua iglesia se convirtió en la escuela de Santa María en 1863.